# طلعت (عزبة)
قرية عزبة طلعت هي إحدى القرى التابعة لمركز إيتاي البارود في محافظة البحيرة في جمهورية مصر العربية. حسب إحصاءات سنة 2006، بلغ إجمالي السكان في عزبة طلعت 477 نسمة، منهم 283 رجل و194 امرأة.